# Power Line
Power Line es un sitio de noticias y opinión estadounidense de tendencia conservadora, fundado en mayo del 2002. Sus apuntes eran originalmente escritos por tres abogados graduados de la Universidad de Dartmouth, concretamente John H. Hinderaker, Scott W. Johnson, y Paul Mirengoff. Los colaboradores inicialmente escribían bajo pseudónimos; John Hinderaker, por ejemplo, escribía como "Hindrocket." El sitio está publicado por Joseph Malchow, también un graduado de Dartmouth.
El sitio ganó reconocimiento por su papel en la cobertura de la historia de los documentos de Killian que emergió durante la campaña presidencial de 2004 en la cual CBS publicó documentos falsificados relacionados con el período de servicio del entonces presidente de los EE. UU., George W. Bush, en la Guardia Nacional Aérea de Texas en la década de 1970. 

## Historia
Scott Johnson y John Hinderaker llevaban años publicando artículos de opinión, artículos en revistas y artículos de investigación durante aproximadamente una década. Durante el fin de semana del Día de los Caídos de 2002, Hinderaker invitó a Johnson a comenzar a publicar en el sitio Power Line que acababa de crear. Johnson atribuyó a las transmisiones radiales de Hugh Hewitt a la "primera gran oportunidad y reconocimiento" que recibió el sitio.
En 2004, Power Line fue nombrado el primer "Blog del año" de la revista Time.  Cuando AOL añadió bitácoras a su sitio noticioso en 2007, Power Line fue uno de los cinco blogs incluidos. Un memorando de 2007 del Comité Senatorial Republicano Nacional describió a Power Line como uno de los cinco blogs conservadores nacionales más leídos.  Ese mismo año, Forbes reconoció a Hinderaker como la 19ª "estrella más grande y brillante de la web" gracias al trabajo de Powerline en Rathergate.
En 2009, CBS News describió a Powerline como "un destacado blog conservador". En 2014, CBS News informó que el sitio tenía medio millón de lectores y ocho millones de páginas vistas.

## Colaboradores
Los principales colaboradores de Power Line son John H. Hinderaker, Scott W. Johnson, Steven F. Hayward y Lloyd Billingsley.  Susan Vass, que escribe bajo el seudónimo de "Ammo Grrrll", contribuye con una columna de humor en el sitio todos los viernes. 

## Rathergate
Power Line ganó un amplio reconocimiento durante la controversia de los documentos Killian de 2004 relacionados con un informe de CBS sobre el servicio de George W. Bush en la Guardia Nacional Aérea de Texas, comenzando con una publicación titulada "El minuto sesenta y uno";   Se le atribuye a Powerline haber ayudado a revelar la historia.   Los conservadores del país (entre ellos Power Line, National Review Online y Little Green Footballs ) se denominaron a la controversia "Rathergate".   Dichas bitácoras y sus lectores cuestionaron la autenticidad de los documentos, presentando indicios de una supuesta falsificación. Después de notar que los supuestos documentos usaban una fuente proporcional, Power Line ayudó a investigar la historia, lo que desencadenó la cobertura de los principales medios de comunicación.  Dan Rather se disculpó y renunció al puesto de presentador de CBS . 